# Verbena menthifolia
Verbena menthifolia — вид рослин родини Вербенові (Verbenaceae), поширений у Мексиці й на півдні США.

## Опис
Дворічна або багаторічна рослина, 30–75 см. Стебла 1–3 від основи, від висхідних до прямостійних, в основному рідко вкриті короткими жорсткими притиснутими волосками. Листки 2–4(6) см, яйцеподібні, глибоко 1–2-лопатеві біля основи, грубо-пилчасті, рідко вкриті короткими жорсткими притиснутими волосками; основа листків конічна до ± плоского черешка. Суцвіття: колоси 1–3 на стебло, у плодах 6–30 см, <0.5 мм діаметром, відкриті (плоди не перекриваються). Квіткова приквітка 2–3 мм. Квітка: чашечка 2.5–3 мм; віночок 2–3 мм, фіолетовий. Плід: 1–1.5 мм.

## Поширення
Поширений у Мексиці й на півдні США.